# Un rei per a quatre reines
Un rei per a quatre reines (títol original en anglès The King and Four Queens) és una pel·lícula estatunidenca dirigida per Raoul Walsh i estrenada l'any 1956.	 Ha estat doblada al català.

## Repartiment
- Clark Gable: Dan Kehoe
- Eleanor Parker: Sabina
- Jo Van Fleet: Ma McDade
- Jean Willes: Ruby
- Barbara Nichols: Birdie
- Sara Shane: Oralie
- Roy Roberts: El xèrif Larrabee
- Arthur Shields: El Capellà
- Jay C. Flippen: el responsable del bar